# پوبیتی کامانی
پوبیتی کامانی (بلغاری: Побити камъни, «سنگ‌های کاشته‌شده»)، یک پدیدهٔ سنگی بیابان‌مانند است که در شمال غربی استان وارنا در بلغارستان واقع شده است و به‌عنوان ستون‌های سنگی لوله‌ای‌شکل شناخته می‌شود که پیرامون «فواره‌های سیال متان‌دار صعودی» شکل گرفته‌اند.
این ستون‌های سنگی نخستین بار در سال ۱۸۲۹ توسط باستان‌شناس و تاریخ‌نگار روس، ویکتور تپلیاکوف، توصیف شدند. برای حفاظت از این پدیدهٔ طبیعی، پوبیتی کامانی در اواخر دههٔ ۱۹۳۰ به‌عنوان یک اثر طبیعی ثبت شد.
نظریه‌های متعددی در مورد منشأ این پدیده مطرح شده‌اند. فرضیه‌های پیشگام در این زمینه را می‌توان به‌طور کلی به دو گروه تقسیم کرد: یکی منشأ آلی و دیگری منشأ غیرآلی. بر اساس نظریهٔ نخست، این ساختارها نتیجهٔ فعالیت مرجان‌ها هستند (اگرچه بررسی‌های دقیق هیچ نشانه‌ای از مرجان نشان نداده است)، درحالی‌که نظریهٔ دوم، این پدیده را ناشی از هوازدگی منشوری، بیابان‌زایی سنگ‌ها، تشکیل ماسه و سنگ آهک، سنگال‌های آهکی، یا صخره‌های حباب‌زای ائوسن اولیه می‌داند.
بر پایهٔ مطالعات سنگ‌نگاری و ایزوتوپ پایدار در زمین‌شیمی و مشاهدات میدانی، شواهدی وجود دارد که این ساختارها، بازمانده‌ای استثنایی از یک سامانهٔ نشت هیدروکربن دیرینه هستند (سیمان‌های کلسیت کممنیزیم به‌شدت از ایزوتوپ‌های کربن ۱۳C سنگین تهی شده‌اند). مسیرهای گردش سیال به‌شکل ستون‌هایی در ماسه‌ها ثبت شده‌اند که پس از زدودن ماسه‌های سطحی، چشم‌اندازی بیابانی ایجاد کرده‌اند. فرآیندهای گردش سیال، اکسیداسیون میکروبی هیدروکربن‌ها و رسوب‌گذاری کربنات‌ها در پژوهشی توسط دی بوور و همکاران (۲۰۰۹) بررسی شده است.
پوبیتی کامانی منطقه‌ای به وسعت ۸ کیلومتر (۵٫۰ مایل) طول و ۳ کیلومتر (۱٫۹ مایل) عرض را پوشش می‌دهد که از شمال به جنوب امتداد دارد. این منطقه شامل هفت گروه ستون‌های سنگی است. برای نمونه، «دیکیلیتاش»، گروه اصلی، بیش از ۳۵۰ سنگ را دربرمی‌گیرد، درحالی‌که «استراشیمیرُوو» شامل چهار ردیف سنگ است که به دلیل بخش‌های میانی برجسته‌شان متمایز هستند.
در سپتامبر ۲۰۲۰، رویترز گزارش داد که تصویری از پوبیتی کامانی که به رنگ رتوش قرمز درآمده بود، در شبکه‌های اجتماعی با ادعای نادرست به‌عنوان «عکس اصلی ناسا از مریخ» منتشر شد.